# Parnassius glacialis
Parnassius glacialis är en fjärilsart som beskrevs av Butler 1866. Parnassius glacialis ingår i släktet Parnassius och familjen riddarfjärilar. Inga underarter finns listade i Catalogue of Life.

## Bildgalleri

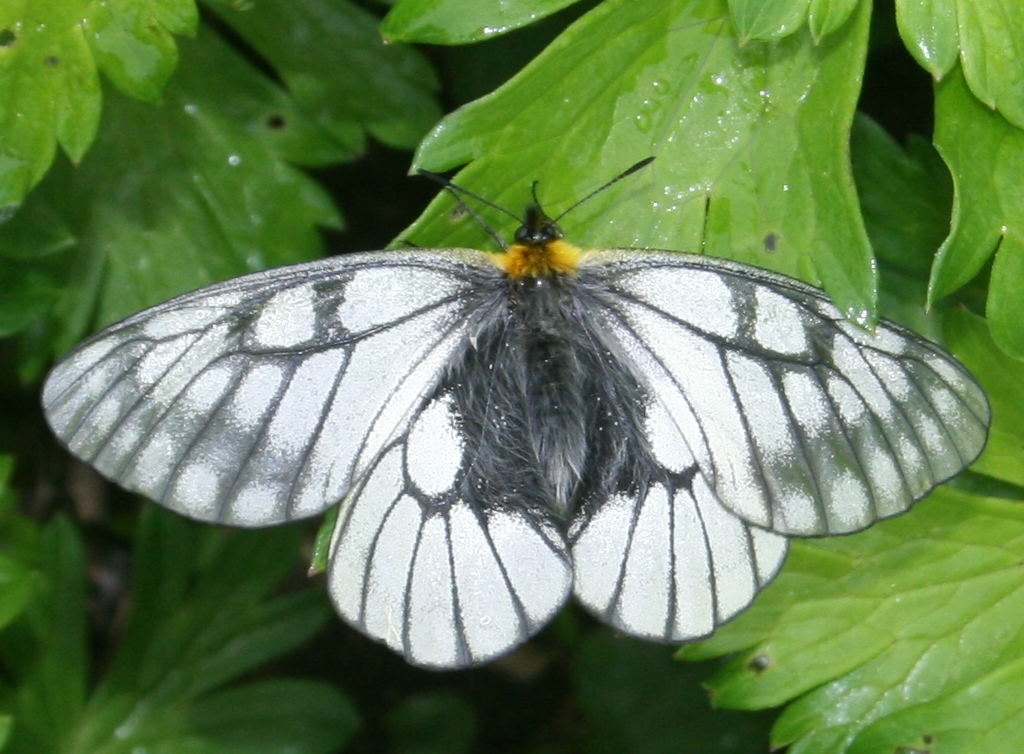
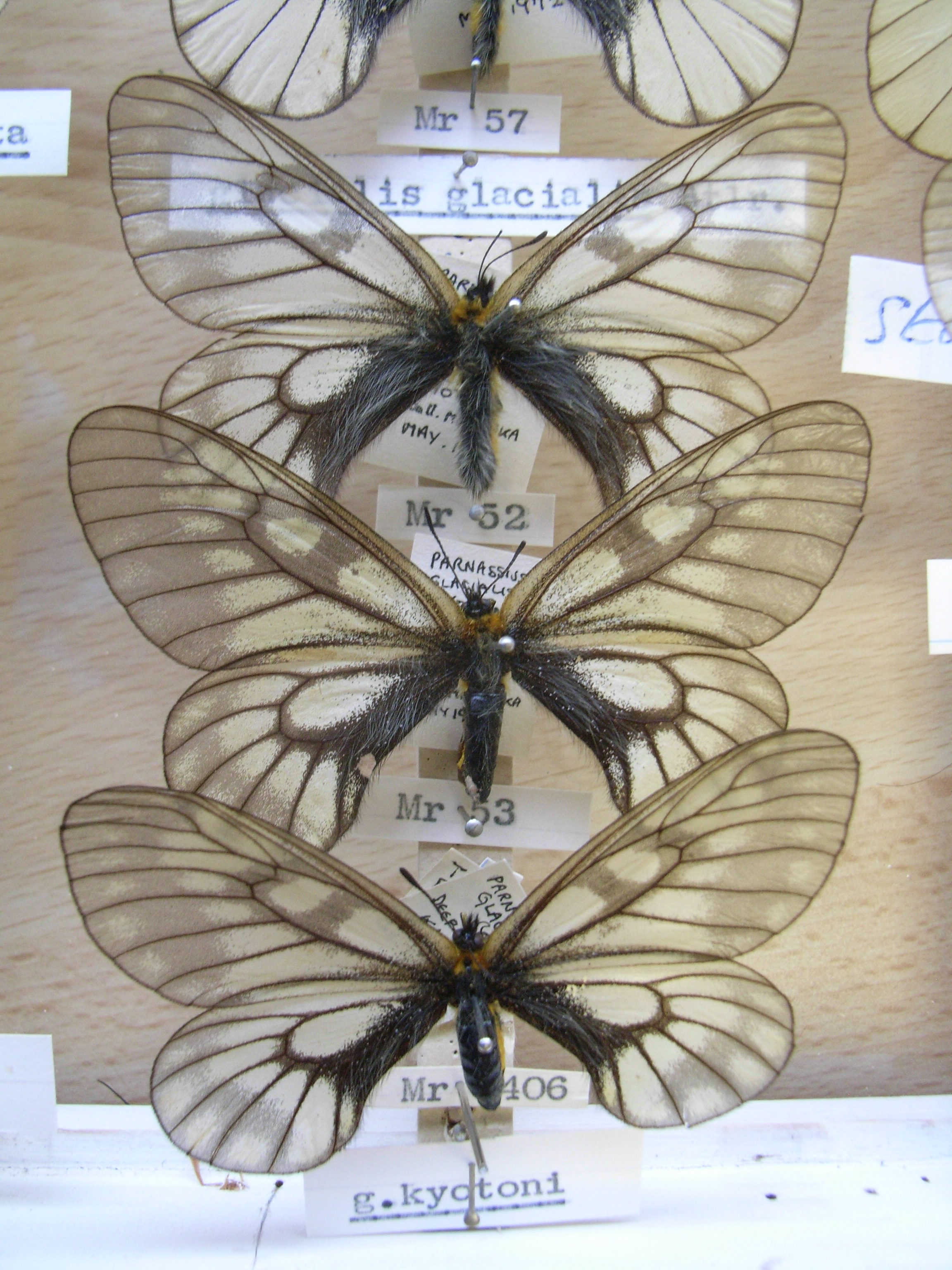
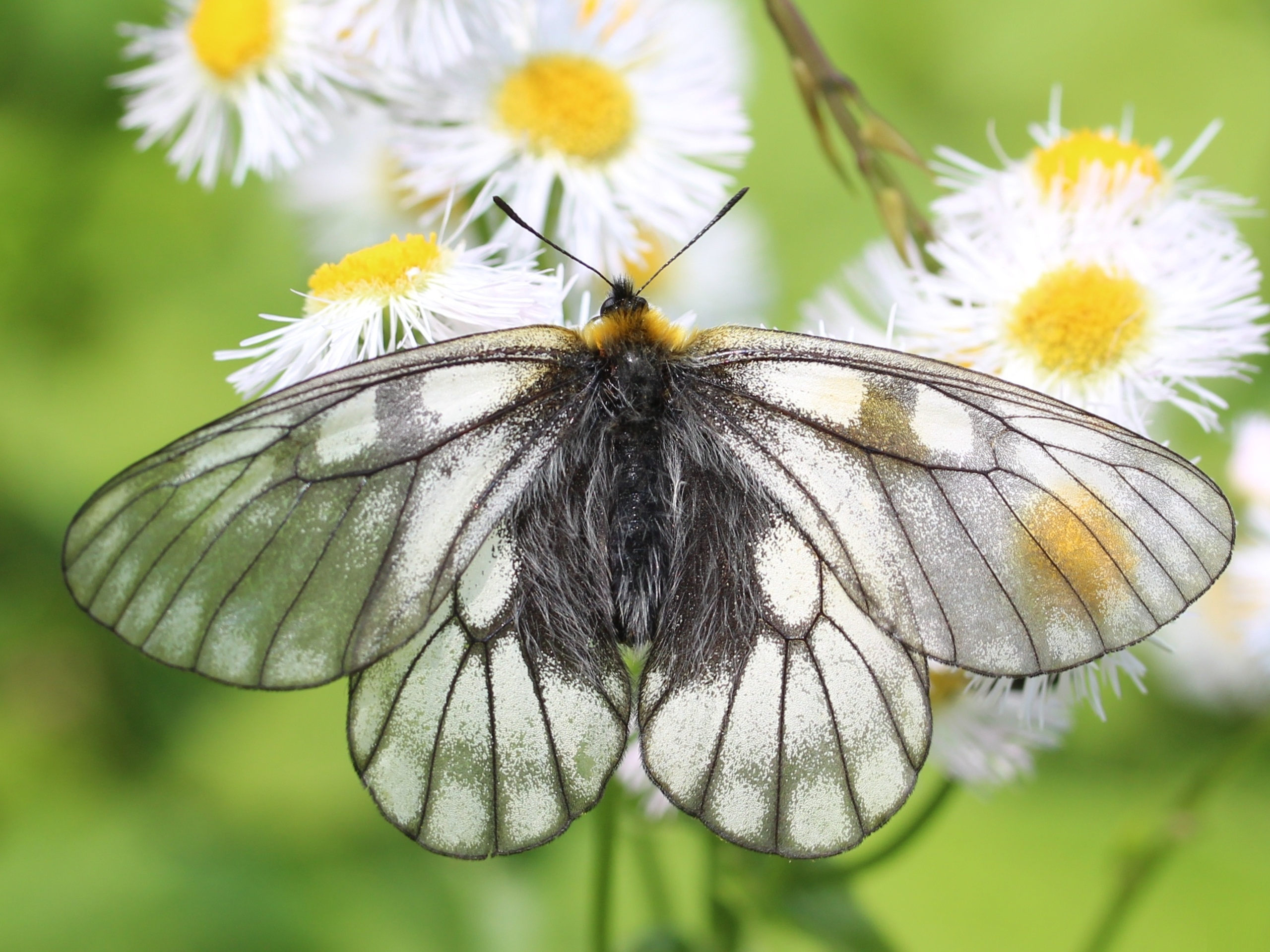
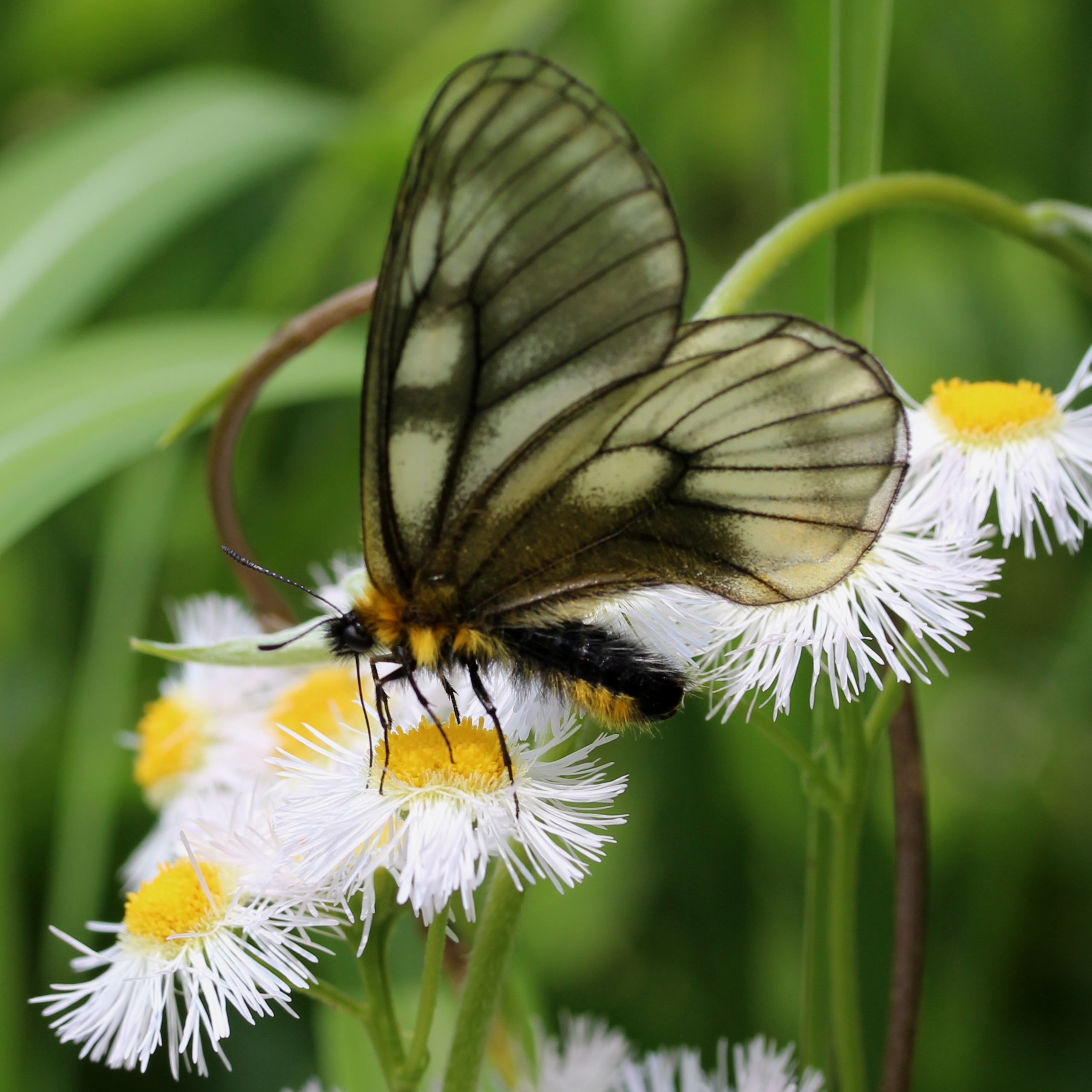